# Boligvej
En boligvej er en vej i et boligkvarter. Hastigheden vil som regel ikke overstige 40 km/t. Boligveje har ifølge sagens natur beboelse med dertil hørende ind- og udkørsel langs sig. Sådanne veje betjener som regel ikke buslinier, og de er ofte "blinde" (lukkede i den ene ende).
Boligveje henregnes i vejprojekteringsmæssig henseende til vejklassen lokalveje. Siden indførelsen af §40 i færdselsloven er mange boligveje indrettede enten som stilleveje (tilladt hastighed højst 30 km/t) eller som opholds- og legegader (tilladt hastighed højst 15 km/t).